# Gérald Desmarais
Gérald Desmarais (* 30. März 1906 in Montreal; † 29. Juli 1950 in Hardwick (Vermont), Vereinigte Staaten) war ein kanadischer Sänger (Bass) und Chorleiter.

## Leben
Desmaires studierte Gesang und Musiktheorie bei Alfred Lamoureux, Paul Doyon und Alfred La Liberté. Von 1938 bis zu seinem Tod 1950 war er Chorleiter an der Kirche Saint-Germain in Outremont. Mit Wotans Abschiedsszene aus Richard Wagners Die Walküre hatte er 1936 sein Debüt mit dem Montreal Orchestra. Begleitet vom Orchester der Société des concerts symphoniques de Montréal (später Orchestre symphonique de Montréal) war er 1937 Solist in Johann Sebastian Bachs h-Moll-Messe und dreimal in Ludwig van Beethovens Neunter Sinfonie.
1944 debütierte er als Opernsänger beim Montreal Festival als König Marke in Tristan und Isolde. Im gleichen Jahr gab er die Rolle auch an der Chicago Opera und sang dort den Hunding in der Walküre. Bei den Montreal Festivals war er auch Solist in Wolfgang Amadeus Mozarts Krönungsmesse (1945) und Bachs Matthäus-Passion (1946 und 1950) und sang den Zuniga in Georges Bizets Carmen (1946 und 1947), den Onkel Bonze in Giacomo Puccinis Madama Butterfly (1947) und den Graf Des Grieux in Jules Massenets Manon (1949). Auftritte hatte er auch bei der Opera Guild (1947, 1949, 1950) und den Variétés lyriques (1949). Daneben gab er auch Recitals mit französischen und deutschen Liedern. 
Desmarais starb 1950 an den Folgen eines Verkehrsunfalls.